# 5308 Hutchison
Az 5308 Hutchison (ideiglenes jelöléssel 1981 DC2) a Naprendszer kisbolygóövében található aszteroida. Schelte J. Bus fedezte fel 1981. február 28-án.